# Grand Prix automobile des États-Unis 2006
GP précédent GP suivant
Le Grand Prix automobile des États-Unis 2006 (2006 Formula 1 United States Grand Prix), disputé le 2 juillet 2006 sur l'Indianapolis Motor Speedway est la 760e épreuve de l'histoire du championnat du monde de Formule 1 courue depuis 1950, et la dixième manche du championnat 2006.
Marquée par un carambolage au départ, la course est remportée par Michael Schumacher.

## Grille de départ
| Pos | Pilote               | Voiture             | Chrono 3       | Chrono 2       | Chrono 1       |
| --- | -------------------- | ------------------- | -------------- | -------------- | -------------- |
| 1   | Michael Schumacher   | Ferrari             | 1 min 10 s 832 | 1 min 10 s 636 | 1 min 11 s 588 |
| 2   | Felipe Massa         | Ferrari             | 1 min 11 s 435 | 1 min 11 s 146 | 1 min 11 s 088 |
| 3   | Giancarlo Fisichella | Renault             | 1 min 11 s 920 | 1 min 11 s 200 | 1 min 12 s 287 |
| 4   | Rubens Barrichello   | Honda               | 1 min 12 s 109 | 1 min 11 s 263 | 1 min 12 s 156 |
| 5   | Fernando Alonso      | Renault             | 1 min 12 s 449 | 1 min 11 s 877 | 1 min 12 s 416 |
| 6   | Jacques Villeneuve   | BMW Sauber          | 1 min 12 s 479 | 1 min 11 s 724 | 1 min 12 s 114 |
| 7   | Jenson Button        | Honda               | 1 min 12 s 523 | 1 min 11 s 865 | 1 min 12 s 238 |
| 8   | Ralf Schumacher      | Toyota              | 1 min 12 s 795 | 1 min 11 s 673 | 1 min 11 s 879 |
| 9   | Kimi Räikkönen       | McLaren-Mercedes    | 1 min 13 s 174 | 1 min 12 s 135 | 1 min 12 s 777 |
| 10  | Nick Heidfeld        | BMW Sauber          | 1 min 15 s 280 | 1 min 11 s 718 | 1 min 11 s 891 |
| 11  | Juan Pablo Montoya   | McLaren-Mercedes    |                | 1 min 12 s 150 | 1 min 12 s 477 |
| 12  | Mark Webber          | Williams-Cosworth   |                | 1 min 12 s 292 | 1 min 12 s 935 |
| 13  | Scott Speed          | Toro Rosso-Cosworth |                | 1 min 12 s 792 | 1 min 13 s 167 |
| 14  | Christijan Albers    | Midland-Toyota      |                | 1 min 12 s 854 | 1 min 12 s 711 |
| 15  | Tiago Monteiro       | Midland-Toyota      |                | 1 min 12 s 864 | 1 min 12 s 627 |
| 16  | Christian Klien      | Red Bull-Ferrari    |                | 1 min 12 s 925 | 1 min 12 s 773 |
| 17  | David Coulthard      | Red Bull-Ferrari    |                |                | 1 min 13 s 180 |
| 18  | Takuma Satō          | Super Aguri-Honda   |                |                | 1 min 13 s 496 |
| 19  | Nico Rosberg         | Williams-Cosworth   |                |                | 1 min 13 s 506 |
| 20  | Jarno Trulli         | Toyota              |                |                | 1 min 13 s 787 |
| 21  | Vitantonio Liuzzi    | Toro Rosso-Cosworth |                |                | 1 min 14 s 041 |
| 22  | Franck Montagny      | Super Aguri-Honda   |                |                | 1 min 16 s 036 |

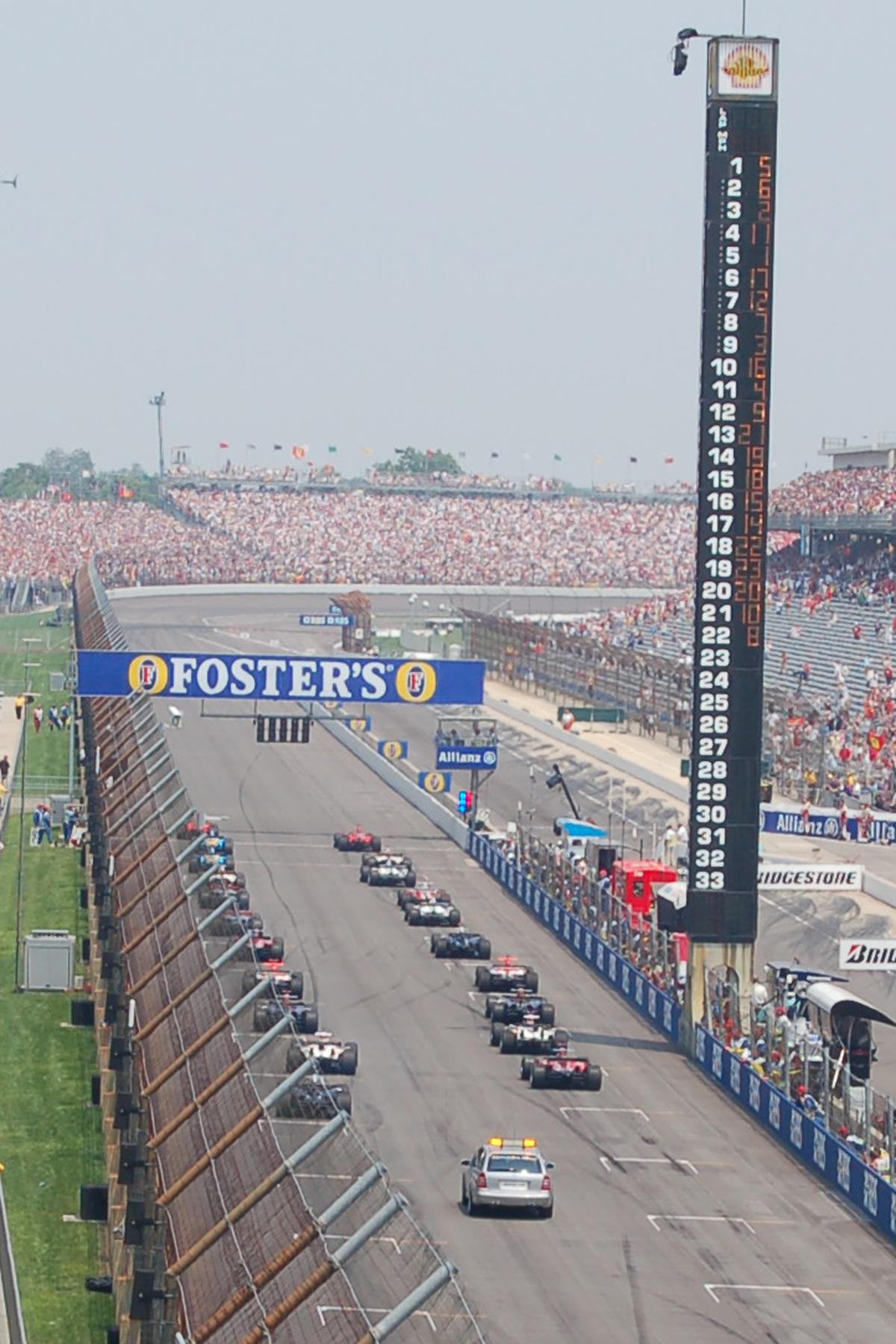
Le départ du Grand Prix

- Sa voiture ayant été réparée alors qu'elle était dans le parc fermé, Jarno Trulli a vu sa place sur la grille annulée et s'est élancé depuis la ligne des stands.
- Nico Rosberg a été pénalisé pour avoir ignoré un signal durant la session de qualification lui enjoignant de faire contrôler le poids de sa monoplace : la FIA a annulé tous ses temps et Rosberg s'est élancé de la 21e place en grille.
- Vitantonio Liuzzi a fait changer le moteur de sa voiture et s'est élancé de ce fait de la 20e position sur la grille.

## Course

### Classement de la course

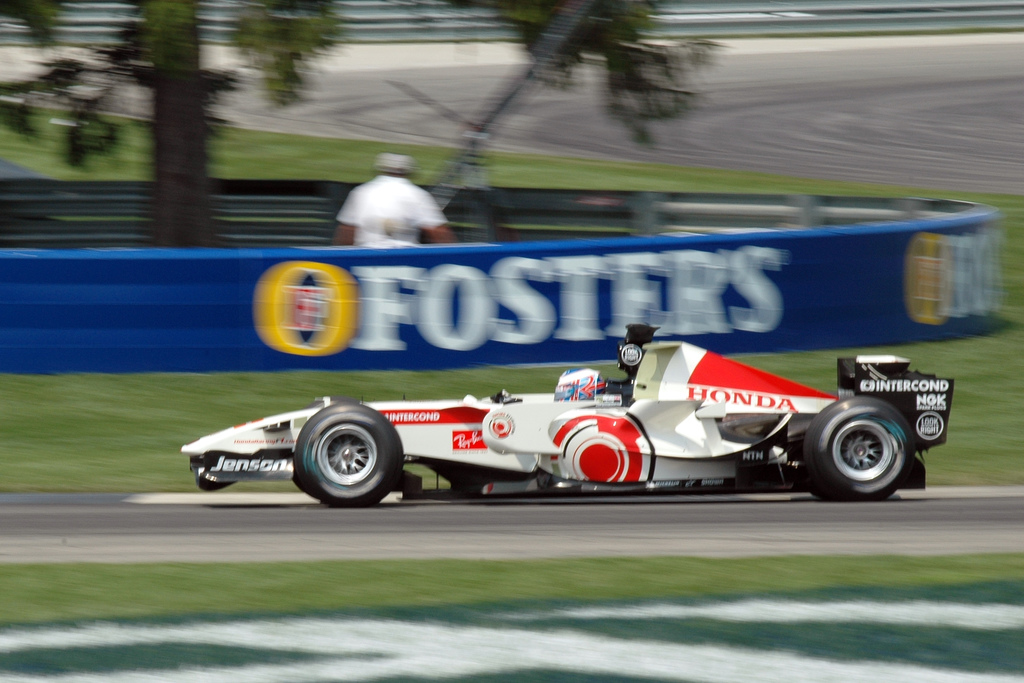
Jenson Button dans l'infield

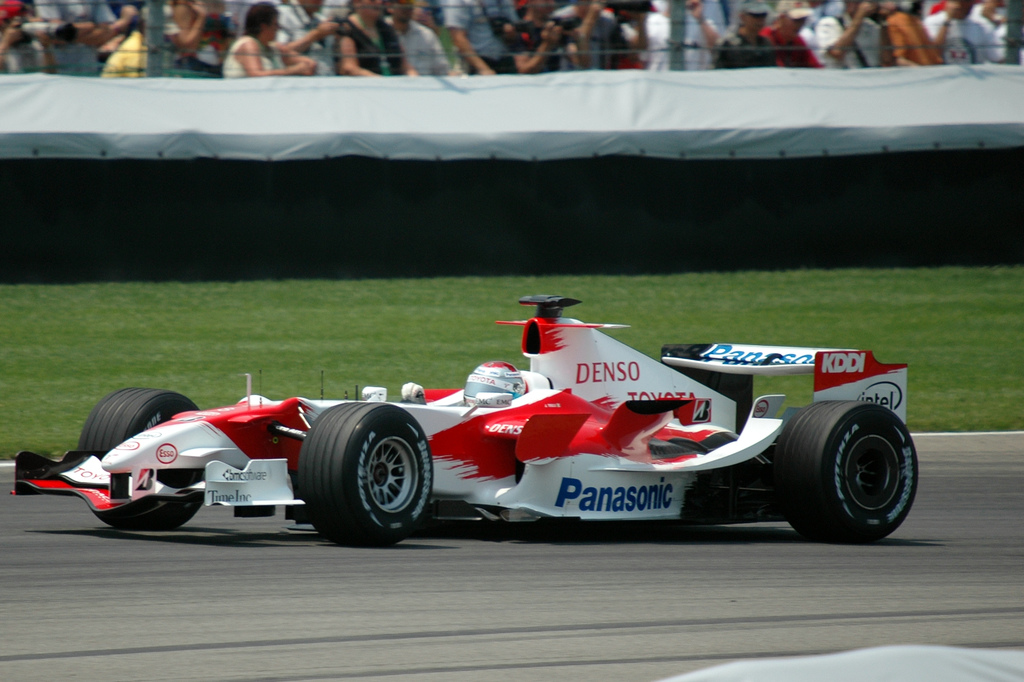
Jarno Trulli dans l'infield

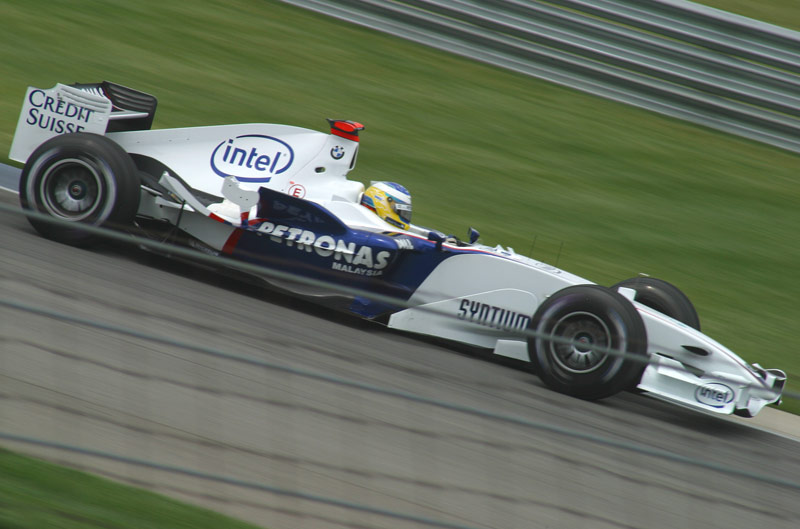
Nick Heidfeld au Grand Prix des États-Unis 2006

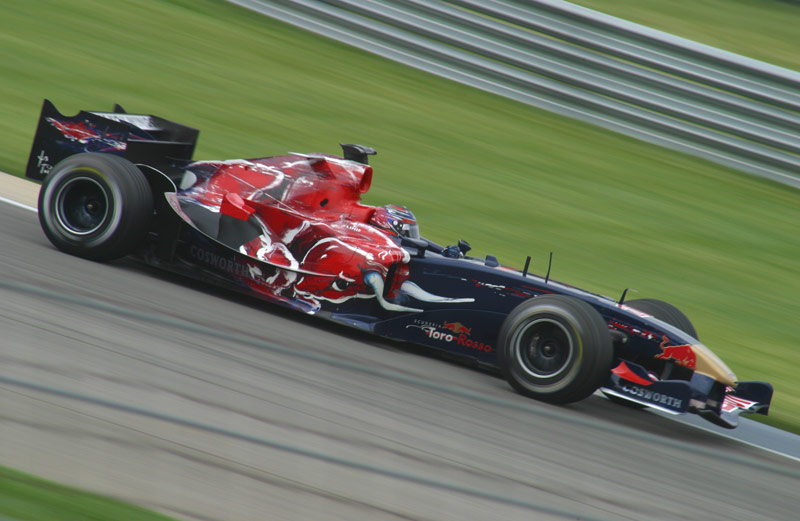
Scott Speed pour son GP national

| Pos  | No | Pilote               | Voiture             | Tours | Temps/Abandon                      | Grille | Points |
| ---- | -- | -------------------- | ------------------- | ----- | ---------------------------------- | ------ | ------ |
| 1    | 5  | Michael Schumacher   | Ferrari             | 73    | 1 h 34 min 35 s 199 (194,118 km/h) | 1      | 10     |
| 2    | 6  | Felipe Massa         | Ferrari             | 73    | + 7 s 984                          | 2      | 8      |
| 3    | 2  | Giancarlo Fisichella | Renault             | 73    | + 16 s 595                         | 3      | 6      |
| 4    | 8  | Jarno Trulli         | Toyota              | 73    | + 23 s 604                         | 22     | 5      |
| 5    | 1  | Fernando Alonso      | Renault             | 73    | + 28 s 410                         | 5      | 4      |
| 6    | 11 | Rubens Barrichello   | Honda               | 73    | + 36 s 513                         | 4      | 3      |
| 7    | 14 | David Coulthard      | Red Bull-Ferrari    | 72    | + 1 tour                           | 17     | 2      |
| 8    | 20 | Vitantonio Liuzzi    | Toro Rosso-Cosworth | 72    | + 1 tour                           | 21     | 1      |
| 9    | 10 | Nico Rosberg         | Williams-Cosworth   | 72    | + 1 tour                           | 22     |        |
| Abd  | 7  | Ralf Schumacher      | Toyota              | 62    | Hydraulique                        | 8      |        |
| Abd. | 19 | Christijan Albers    | Midland-Toyota      | 37    | Transmission                       | 14     |        |
| Abd. | 17 | Jacques Villeneuve   | BMW Sauber          | 23    | Moteur                             | 6      |        |
| Abd. | 18 | Tiago Monteiro       | Midland-Toyota      | 9     | Dommage à la suite d'un accident   | 15     |        |
| Abd. | 22 | Takuma Satō          | Super Aguri-Honda   | 6     | Accident                           | 18     |        |
| Abd. | 12 | Jenson Button        | Honda               | 3     | Dommage à la suite d'un accident   | 7      |        |
| Abd. | 3  | Kimi Räikkönen       | McLaren-Mercedes    | 0     | Accident                           | 9      |        |
| Abd. | 16 | Nick Heidfeld        | BMW Sauber          | 0     | Accident                           | 10     |        |
| Abd. | 4  | Juan Pablo Montoya   | McLaren-Mercedes    | 0     | Accident                           | 11     |        |
| Abd. | 9  | Mark Webber          | Williams-Cosworth   | 0     | Accident                           | 12     |        |
| Abd. | 21 | Scott Speed          | Toro Rosso-Cosworth | 0     | Accident                           | 13     |        |
| Abd. | 15 | Christian Klien      | Red Bull-Ferrari    | 0     | Accident                           | 16     |        |
| Abd. | 23 | Franck Montagny      | Super Aguri-Honda   | 0     | Accident                           | 20     |        |

### Pole position  et record du tour

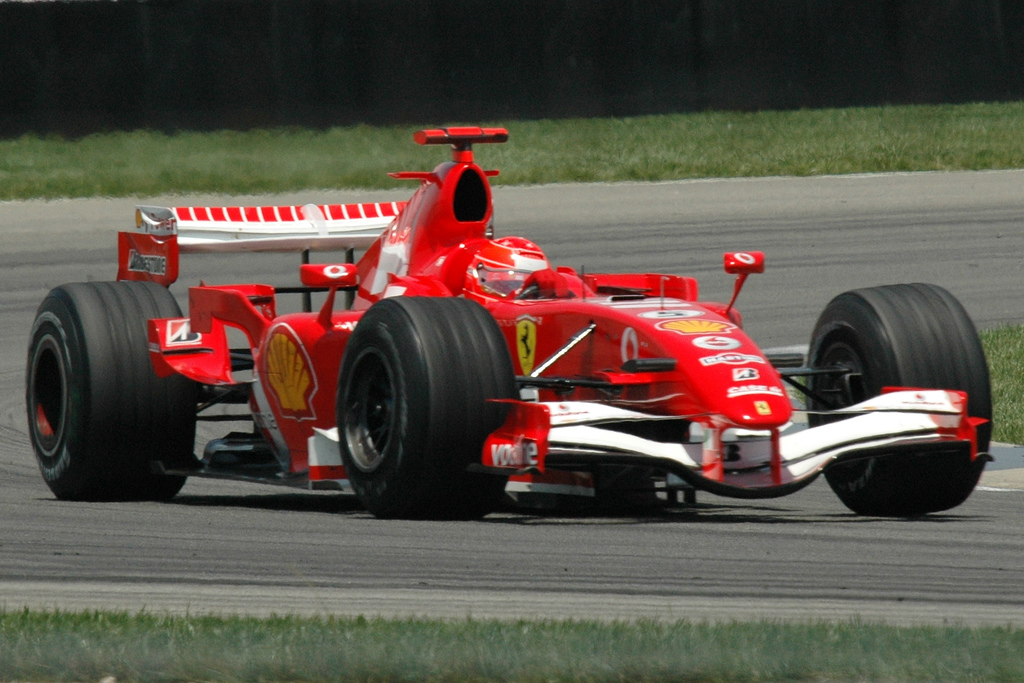
Michael Schumacher remporte le Grand Prix.

- Pole position :  Michael Schumacher (Ferrari) en 1 min 10 s 832 (vitesse moyenne : 213,056 km/h)[1].
- Meilleur tour en course :  Michael Schumacher (Ferrari) en 1 min 12 s 719 (vitesse moyenne : 207,528 km/h) au cinquante-sixième tour[2].

### Tours en tête
- Felipe Massa (Ferrari) : 29 tours (1-29) ;
- Fernando Alonso (Renault) : 1 tour (30) ;
- Michael Schumacher (Ferrari) : 43 tours (31-73)[3].

## Classement généraux à l'issue de la course
| Pos. | Pilote               | Écurie              | Points |
| ---- | -------------------- | ------------------- | ------ |
| 1    | Fernando Alonso      | Renault             | 68     |
| 2    | Michael Schumacher   | Ferrari             | 53     |
| 3    | Giancarlo Fisichella | Renault             | 33     |
| 4    | Felipe Massa         | Ferrari             | 28     |
| 5    | Kimi Räikkönen       | McLaren-Mercedes    | 27     |
| 6    | Juan Pablo Montoya   | McLaren-Mercedes    | 23     |
| 7    | Rubens Barrichello   | Honda               | 16     |
| 8    | Jenson Button        | Honda               | 16     |
| 9    | David Coulthard      | Red Bull-Ferrari    | 9      |
| 10   | Nick Heidfeld        | BMW Sauber          | 8      |
| 11   | Ralf Schumacher      | Toyota              | 8      |
| 12   | Jacques Villeneuve   | BMW Sauber          | 6      |
| 13   | Mark Webber          | Williams-Cosworth   | 6      |
| 14   | Jarno Trulli         | Toyota              | 5      |
| 15   | Nico Rosberg         | Williams-Cosworth   | 4      |
| 16   | Christian Klien      | Red Bull-Ferrari    | 1      |
| 17   | Vitantonio Liuzzi    | Toro Rosso-Cosworth | 1      |

| Pos. | Écurie              | Points |
| ---- | ------------------- | ------ |
| 1    | Renault             | 131    |
| 2    | Ferrari             | 105    |
| 3    | McLaren-Mercedes    | 65     |
| 4    | Honda               | 32     |
| 5    | BMW Sauber          | 19     |
| 6    | Toyota              | 16     |
| 7    | Red Bull-Ferrari    | 11     |
| 8    | Williams-Cosworth   | 10     |
| 9    | Toro Rosso-Cosworth | 1      |

## Statistiques
- 87e victoire pour Michael Schumacher.
- 186e victoire pour Ferrari en tant que constructeur.
- 186e victoire pour Ferrari en tant que motoriste.
- 1er point pour la Scuderia Toro Rosso.
- 95e et dernier Grand Prix pour Juan Pablo Montoya, écarté par McLaren à la suite de son annonce du 9 juillet 2006 où il informait de son intention de courir en NASCAR dès 2007.
- Les sept premiers abandons sont dus à deux accidents séparés au premier et second virages.